# Sietas Typ 183
Der Typ 183 ist eine zwei Schiffe umfassende Schwergutfrachtschiffsklasse und wurde als Nachfolger des Typs 176 von der Sietas-Werft in Hamburg-Neuenfelde entwickelt. Die beiden Schiffe Svenja und Lone gehören zur Hamburger Reederei SAL Heavy Lift.

## Geschichte

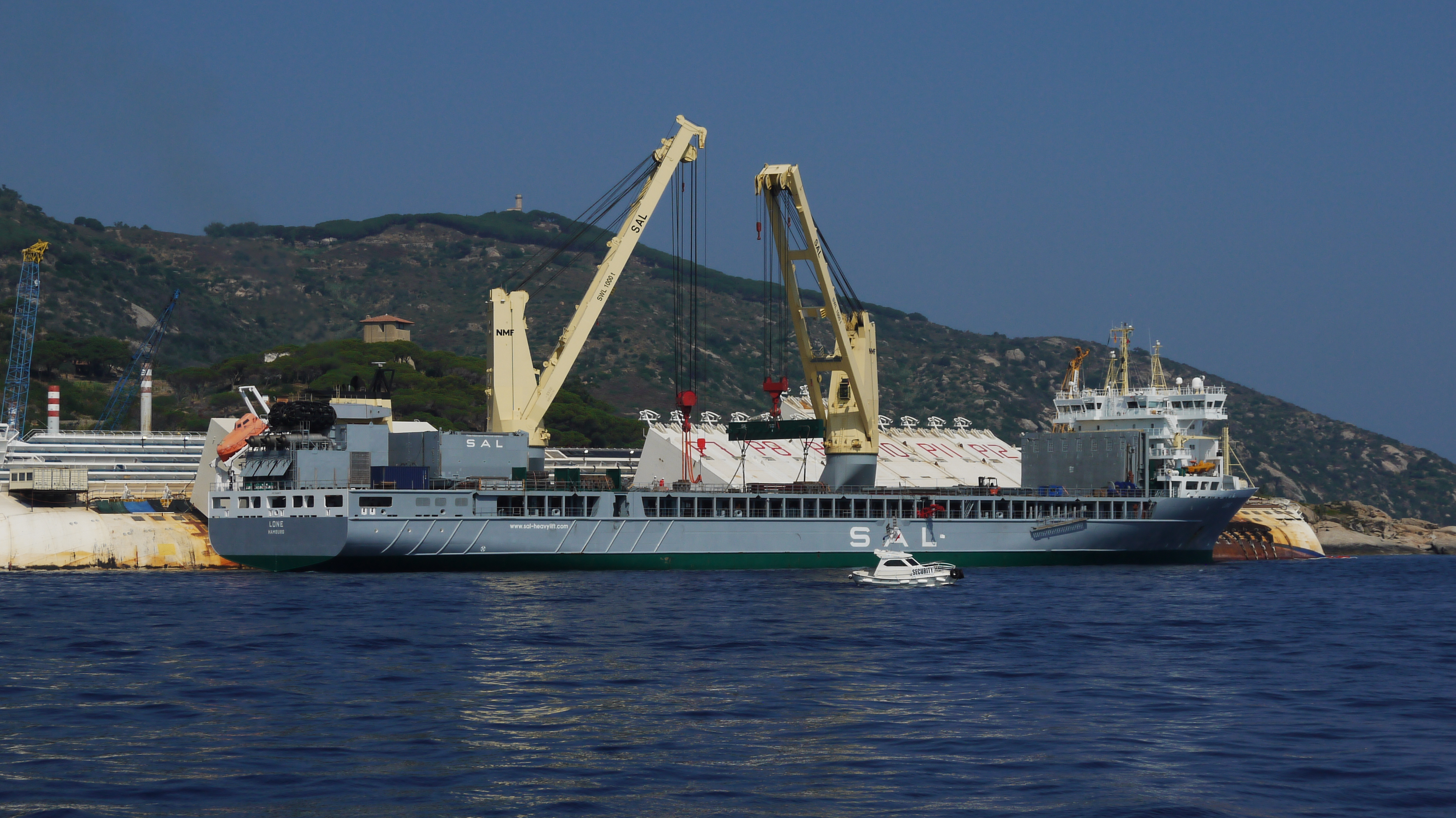
Die Lone bei der Bergung der Costa Concordia

Im Dezember 2005 bestellte die Reederei SAL Heavy Lift neben zwei weiteren Typ-176-Schiffen auch zwei Schwergutschiffe bei Sietas, die mit je zwei 1000-t-Kränen und einem Dynamischen-Positionier-System (DP) ausgerüstet werden sollten. Diese beiden Neubauten mit den Baunummern 1279 und 1280 wurden zunächst als Typ 179 bezeichnet. Zwei weitere Typ-179-Schiffe (Baunummer 1300 und 1301) bestellte SAL Heavy Lift im Jahr 2006. Die beiden ersten Einheiten wurden am 20. Dezember 2007 auf Kiel gelegt. Ursprünglich sollte die Ablieferung der vier Neubauten von März bis Dezember 2010 erfolgen. Im August 2008 stornierte SAL Heavy Lift alle vier Bauaufträge, weil sich die Baukosten der Schiffe infolge stark gestiegener Stahlpreise erheblich erhöht hatten.
Als sich im Sommer 2009 das Ende der Weltwirtschaftskrise abzeichnete, entschloss sich SAL Heavy Lift dazu, die beiden bereits auf Kiel gelegten Schiffe in einer modifizierten Version fertigstellen zu lassen und abzunehmen. Der überarbeitete Schiffsentwurf bekam die Bezeichnung Typ 183. Als erstes Typ-183-Schiff wurde im Dezember 2010 die mit DP 1 ausgestattete Svenja in Dienst gestellt. Ihre im März 2011 fertiggestellte Schwester Lone ist mit DP 2 ausgerüstet. Beide Schiffe fahren unter der Flagge von Antigua & Barbuda.

## Technische Daten
Die 160,00 m langen Schiffe, die eine maximale Tragfähigkeit von 12.500 dwt haben, sind mit zwei jeweils 1.000-t-Kränen von NMF ausgestattet, die im Tandembetrieb 2.000 t heben können. Damit sind diese Schiffe die leistungsfähigsten Schwergutfrachter am Markt. Ihr Laderaum ist 12.800 m³ groß, nicht unterteilt und ergibt somit einen 107 m langen Stauraum. Mit dem 12.600 kW starken Motor von MAN Diesel liegt die Dienstgeschwindigkeit bei 20 kn, eine Geschwindigkeit, die sonst von Containerschiffen erreicht wird. Die Schiffe sind mit zwei Bugstrahlrudern mit einer Leistung von jeweils 1.200 kW und einem Heckstrahlruder mit 800 kW ausgestattet. Zusätzlich hat die Lone noch zwei Azimut (Propellergondeln) von jeweils 1.200 kW.

## Die Schiffe
| Sietas Typ 183 | Sietas Typ 183 | Sietas Typ 183 | Sietas Typ 183                                        | Sietas Typ 183             |
| Bau- name      | Bau- nummer    | IMO- Nummer    | Kiellegung Stapellauf Ablieferung                     | Umbenennungen und Verbleib |
| -------------- | -------------- | -------------- | ----------------------------------------------------- | -------------------------- |
| Svenja         | 1279           | 9458901        | 20. Dezember 2007 25. September 2010 9. Dezember 2010 | so 2024 in Fahrt           |
| Lone           | 1280           | 9458913        | 20. Dezember 2007 26. Dezember 2010 11. März 2011     | so 2024 in Fahrt           |